# Czernidłówka nitkowatotrzonowa
Czernidłówka nitkowatotrzonowa, czernidłak nitkowatotrzonowy (Coprinopsis filiformis (Berk. & Broome) Voto) – gatunek grzybów należący do rodziny kruchaweczkowatych (Psathyrellaceae).

## Systematyka
Pozycja w klasyfikacji według Index Fungorum: Coprinopsis, Psathyrellaceae, Agaricales, Agaricomycetidae, Agaricomycetes, Agaricomycotina, Basidiomycota, Fungi.
Po raz pierwszy opisali go w 1861 r. Miles Joseph Berkeley i Christopher Edmund Broome, nadając mu nazwę Coprinus filiformis. Badania z zakresu filogenetyki molekularnej wykazały, że rodzaj Coprinus nie był taksonem monofiletycznym i należy go rozbić na rodzaje. W 2019 r. Pietro Voto, po przeprowadzeniu badań filogenetycznych, przeniósł Coprinus filiformis do rodzaju Coprinopsis.
W 2003 r. Władysław Wojewoda zarekomendował polską nazwę czernidłak nitkowatotrzonowy dla synonimu Coprinus filiformis, w 2025 r. Komisja ds. Polskiego Nazewnictwa Grzybów przy Polskim Towarzystwie Mykologicznym dla rodzaju Coprinopsis zarekomendowała polską nazwę „czernidłówka”.

## Morfologia
Cechy mikroskopowe
Brak pleurocystyd i prawdziwych cheilocystyd, występują tylko cheilocystydy w postaci małych, kulistych komórek na szypułkach, o szerokości do 15 μm. Zarodniki 9–10,5 × 5–6 μm. Strzępki osłony grubościenne, często inkrustowane; obecne są również kuliste, grubościenne komórki.

## Występowanie i siedlisko
W Polsce stanowiska tego gatunku podała Alina Skirgiełło w 1946 r. i Nita i Bujakiewicz w 2005 r.
Saprotrof.